# Yahoo! Actualités
Yahoo! Actualités (Yahoo! News en anglais) est un service en ligne gratuit de Yahoo! qui présente des articles d'information en provenance de nombreuses sources et, notamment, d'agences de presse.

## Historique
Le 3 octobre 2011, Yahoo! et ABC News forment une alliance journalistique. ABC News, filiale de Disney, devient le principal fournisseur d'actualités tandis que les équipes éditoriales et commerciales travaillent de concert.